# 飯田祐馬
飯田 祐馬（いいだ ゆうま、めしだ ゆうま、1990年6月27日 -　）は、日本の元ベーシスト、熱波師。KANA-BOONの元メンバー。身長165cm、体重53kg。血液型A型。

## 略歴
- 2011年9月、KANA-BOONに正式メンバーとして加入。
- 2014年4月、一般女性と結婚。
- 2017年2月21日、過去に千眼美子（清水富美加）と不倫関係にあったことが報じられ、同時に既婚者であることも判明。
- 2019年6月13日、同月5日よりメンバーや家族と音信不通になり、一時は捜索願も出された[1]。同月15日に行われる予定だった企画ライブ「KANA-BOONのOSHI-MEEN!!」も中止となった[1]。3日後の16日に無事が確認されるが[2]、「精神的な病気」との診断を受けたため19日より音楽活動を休止して治療に専念[3]。11月12日、KANA-BOONからの脱退を発表した[4][5]。
- 2022年2月にNEWSポストセブンの取材に応じ、2020年から熱波師（サウナにおいてロウリュのための風を起こす役）として活動していることを明かした[6]。

## その他
- KANA-BOONのマスコットキャラである「アサヒレン」の生みの親。「アサヒレン」という名称は同盟バンド『コンテンポラリーな生活』のVo／Gt朝日廉に由来する[7]。

## 使用機材

### ベース
- Fender Jazz Bass
- LAKRAND Precision Bass
- YAMAHA BB2024X

### エフェクター
- MXR m80 BASS DI 
  - 歪ませずプリアンプとして使用
- BOSS BB-1X BASS DRIVER 
  - 歪みとして使用
- Darkglass Electronics Microtubes B7K 
  - fighterなどのレコーディングなどで使用

### アンプ
- Walter woods M-450 
  - 2015年2、3月あたりに導入、歪みの音とかではなく素の音が気に入っているとのこと。
- ampeg SVT-410HE 
  - 10インチ4発のampeg製のキャビネットを2段にして使用している。

### DI
- Rupert Neve Designs RNDI DI